# Province della Corea del Sud
Le province (do) della Corea del Sud sono la suddivisione territoriale di 1º livello del Paese e sono pari a 9; di queste, la provincia di Jeju ha lo status di provincia speciale autogovernata.
Alle province sono equiordinate otto città: sei città metropolitane, la capitale Seul (con status di città speciale) e Sejong (con status di città speciale autogovernata).

## Lista
| Localizzazione | Provincia                                    | Hangŭl         | Hanja          | Capoluogo | Popolazione (2010) | Superficie (km²) |
| -------------- | -------------------------------------------- | -------------- | -------------- | --------- | ------------------ | ---------------- |
|                | Chungcheong Settentrionale Chungcheongbuk-do | 충청북도       | 忠淸北道       | Cheongju  | 1 495 984          | 7 432            |
|                | Chungcheong Meridionale Chungcheongnam-do    | 충청남도       | 忠淸南道       | Hongseong | 2 000 473          | 8 586            |
|                | Gangwon Gangwon-do                           | 강원도         | 江原道         | Chuncheon | 1 463 650          | 16 502           |
|                | Gyeonggi Gyeonggi-do                         | 경기도         | 京畿道         | Suwon     | 11 196 053         | 10 135           |
|                | Jeolla Settentrionale Jeollabuk-do           | 전라북도       | 全羅北道       | Jeonju    | 1 766 044          | 8 050            |
|                | Jeolla Meridionale Jeollanam-do              | 전라남도       | 全羅南道       | Muan      | 1 728 749          | 11 987           |
|                | Gyeongsang Settentrionale Gyeongsangbuk-do   | 경상북도       | 慶尙北道       | Andong    | 2 575 370          | 19 024           |
|                | Gyeongsang Meridionale Gyeongsangnam-do      | 경상남도       | 慶尙南道       | Changwon  | 3 119 571          | 10 516           |
|                | Provincia di Jeju Jeju-do                    | 제주특별자치도 | 濟州特別自治道 | Jeju      | 528 411            | 1 846            |

### Città
| Localizzazione | Città                           | Hangŭl         | Hanja          | Popolazione (2010) | Superficie (km²) |
| -------------- | ------------------------------- | -------------- | -------------- | ------------------ | ---------------- |
|                | Busan Busan Gwangyeoksi         | 부산광역시     | 釜山廣域市     | 3 393 191          | 760              |
|                | Daegu Daegu Gwangyeoksi         | 대구광역시     | 大邱廣域市     | 2 431 774          | 886              |
|                | Daejeon Daejeon Gwangyeoksi     | 대전광역시     | 大田廣域市     | 1 490 158          | 540              |
|                | Gwangju Gwangju Gwangyeoksi     | 광주광역시     | 光州廣域市     | 1 466 143          | 501              |
|                | Incheon Incheon Gwangyeoksi     | 인천광역시     | 仁川廣域市     | 2 632 035          | 965              |
|                | Sejong Sejong Teukbyeol-jachisi | 세종특별자치시 | 世宗特別自治市 | 122 263            | 465              |
|                | Seul Seoul Teukbyeolsi          | 서울특별시     | 서울特別市     | 9 631 482          | 606              |
|                | Ulsan Ulsan Gwangyeoksi         | 울산광역시     | 蔚山廣域市     | 1 071 673          | 1 056            |